# Калавритская и Эйялийская митрополия
Калавритская и Эйялийская митрополия (греч. Ιερά Μητρόπολις Καλαβρύτων και Αιγιαλείας) — епархия Элладской православной церкви. Епархиальный центр находится в Эйоне.

## История
В период османского господства, практически вся территория современной митрополии принадлежала к архиепископии Керницы и Калавриты с центром в Калаврита, но в 1833 году архиепископия Керницы и Калавриты была переименована в Кинефскую епископию в честь древнего города Кинефа, затем в 1840 году в Калавритскую епископию, а в 1852 году в Калавритскую и Эйялийскую епископию. В 1922 году, как и все епархии Элладской православной церкви, епископия получила статус митрополии.

## Архиереи
- Харитон (Канеллопулос) (19 июля 1907 — 20 марта 1911)
- Тимофей (Анастасиу) (1-й раз) (22 мая 1912 — 21 октября 1917)
- вакантная (21 октября 1917 — 16 ноября 1920)
- Тимофей (Анастасиу) (2-й раз) (16 ноября 1920 — 12 февраля 1931)
- Феоклит (Панайотопулос) (12 февраля 1931 — 16 ноября 1944)
- Агафоник (Папастаматиу) (13 октября 1945 — 24 августа 1956)
- Георгий (Пацис) (8 ноября 1957 — 23 апреля 1978)
- Амвросий (Ленис) (19 октября 1978 — 26 августа 2019)
- Иероним (Кармас) (с 13 октября 2019)

## Монастыри
- Мега-Спилео
- Панагия Макелларьяс[греч.]